# Кэссиди, Орла
О́рла Кэ́ссиди (англ. Orlagh Cassidy; род. 17 августа 1968, Вашингтон) — американская актриса.

## Биография
Орла Кэссиди родилась 17 августа 1968 года в Вашингтоне (США).
Орла окончила «State University of New York».

## Карьера
Орла дебютировала в кино в 1992 году, сыграв роль Слоун Уоллес в телесериале «Другой мир», в котором она снималась до 1993 года. Всего она сыграла в 25-ти фильмах и телесериалах.

## Личная жизнь
Орла замужем за неким Нико. У супругов есть двое детей.

## Избранная фильмография
| Год       |   | Русское название                    | Оригинальное название             | Роль                             |
| --------- | - | ----------------------------------- | --------------------------------- | -------------------------------- |
| 1992—1993 | с | Другой мир                          | Another World                     | Слоун Уоллес                     |
| 2000—2009 | с | Направляющий свет                   | The Guiding Light                 | Дорис Вулф Сполдинг              |
| 2001      | с | Секс в большом городе               | Sex and the City                  | женщина в парке № 1              |
| 2001—2010 | с | Закон и порядок: Специальный корпус | Law & Order: Special Victims Unit | Валери Пламмер/миссис Кристенсен |
| 2003—2010 | с | Закон и порядок                     | Law & Order                       | Анджела/Дэна/детектив Шейла Рэй  |
| 2008      | ф | Да, нет, наверное                   | Definitely, Maybe                 | медсестра                        |
| 2011      | с | Милдред Пирс                        | Mildred Pierce                    | женщина 1                        |
| 2011      | с | Одарённый человек                   | A Gifted Man                      | Джоанн                           |
| 2011      | ф | Бедная богатая девочка              | Young Adult                       | гостья вечеринки                 |
| 2012      | с | Голубая кровь                       | Blue Bloods                       | Энн Картер                       |